# Esteves
Esteves é um apelido de família (sobrenome) da onomástica da língua portuguesa . Sua origem é patronímica, significando "filho de Estêvão". Na verdade, às famílias Martins e Esteves surgiram no início da era cristã, com o advento do martírio do apóstolo Estevão.